# Na Kopaninách (přírodní památka)
Na Kopaninách je přírodní památka poblíž obce Radonín v okrese Třebíč v nadmořské výšce 550–570 metrů. Oblast spravuje Krajský úřad Kraje Vysočina. Jedná se o fragment opuštěných obecních pastvin na severním svahu na obcí Radonín, kosených luk a menšího hájku. Důvodem ochrany je přirozená pastvina, ochrana hořečku českého (Gentianella praecox subsp. bohemica).

## Geologie
Podložím jsou pararuly s tenkými vložkami kvarcitu a amfibolitu.

## Flóra
Lokalita je cenná z důvodu výskytu hořečku mnohotvárného českého (Gentianella praecox subsp. bohemica). Jeho populace však v posledních deseti letech silně poklesla. Snahy o záchranu zde však přetrvávají, neboť byla lokality zařazena do záchranného programu pro hořeček. Realizována jsou tak opatření s cílem podpořit tento druh.
Roste zde také ohrožená hruštička prostřední (Pyrola media), která zde má stabilní populaci, kociánek dvoudomý (Antennaria dioica) a vemeník dvoulistý (Platanthera ovina). Z běžněji se vyskytujících druhů se zde vyskytují kostřava ovčí (Festuca ovina), smilka tuhá (Nardus stricta), smolnička obecná (Steris viscaria), mateřídouška vejčitá (Thymus pulegioides), hvozdík kropenatý (Dianthus deltoides), světlík lékařský (Euphrasia rostkoviana) a třezalka tečkovaná (Hypericum perforatum).
Část území se potýká s náletovými dřevinami, hlavně smrkem ztepilým (Picea abies), topolem osikou (Populus tremula) a břízou bělokorou (Betula pendula).

## Fauna
Přírodní památka je útočištěm ještěrky obecné (Lacerta agilis). Lze zde spatřit také užovku hladkou (Coronella austriaca).

## Zajímavosti
- Lokalita Na Kopaninách užívá také místní název Pálenice.[3]
- V roce 2010 byla obnovena pastva ovcí pozemkovým spolkem Chaloupky, jehož členové v nejcennějších plochách chráněného území a sousedního sadu vyklučili náletové dřeviny.[3]